# Ruslana

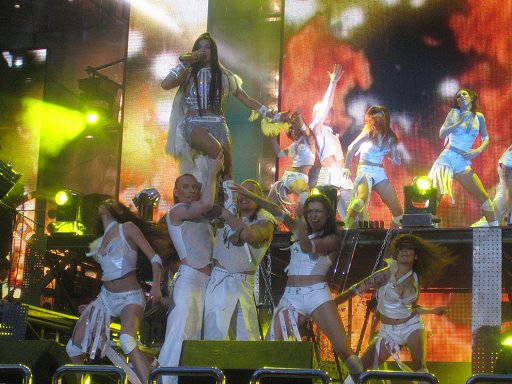
Ruslana au cours d'un concert en faveur des enfants victimes de la catastrophe de Tchernobyl, sur la Place de l'Indépendance, à Kiev, le 18 mai 2005.

Ruslana Stepanivna Lyjytchko, en ukrainien : Руслана Степанівна Лижичко, connue sous le nom de scène Ruslana, est une chanteuse, danseuse et femme politique ukrainienne, née à Lviv le 24 mai 1973.
Elle est la gagnante de l'édition 2004 du Concours Eurovision de la chanson avec Wild Dances. Elle est députée au Parlement ukrainien entre 2006 et 2007.

## Biographie
Depuis l'âge de quatre ans, Ruslana étudie la musique et fait partie de plusieurs groupes (Orion, l'Ensemble d'enfants Smile). En 1995, elle obtient deux diplômes en musique, un comme pianiste et un comme chef d'orchestre symphonique au Conservatoire Mykola Lysenko de Lviv.
Chanteuse, danseuse, compositrice et productrice très populaire en Ukraine, elle commence sa carrière en 1998. Elle obtient cette année-là son premier succès avec la chanson Svitanok (Lever de soleil) et l'album Myt' Vesny (Un moment de printemps). En 1999, elle travaille sur la comédie musicale de Noël Ostannye Rizdvo 90-kh (Le dernier Noël des années 90) qui remporta par ailleurs le prix ukrainien du Film de l'Année.
Son dernier album Dyki Tantsi (Danses Sauvages), sorti en 2003, fut le premier album de platine de l'Histoire en Ukraine, vendu à plus de 100 000 exemplaires (plus de 200 000 à l'heure actuelle). Elle a comme thème la musique et la danse folklorique ukrainienne houtsoul (peuple dont est issu son père).
Ruslana gagne le Concours Eurovision de la chanson 2004, organisé à Istanbul. Sa chanson, intitulée Wild Dances, obtint 280 points en recevant les points de 34 pays sur les 35 participants au concours (le pays n'ayant pas donné de points étant la Suisse, la France n'en a donné que deux). Elle fut également récompensée du prix artistique Marcel Bezençon.
Elle est mariée depuis 1995 avec le producteur Oleksandr Ksenofontov (parolier de Ruslana) avec qui elle dirige le Studio Luxen depuis 1993 où sont enregistrés des musiques de films et de publicités pour radio.

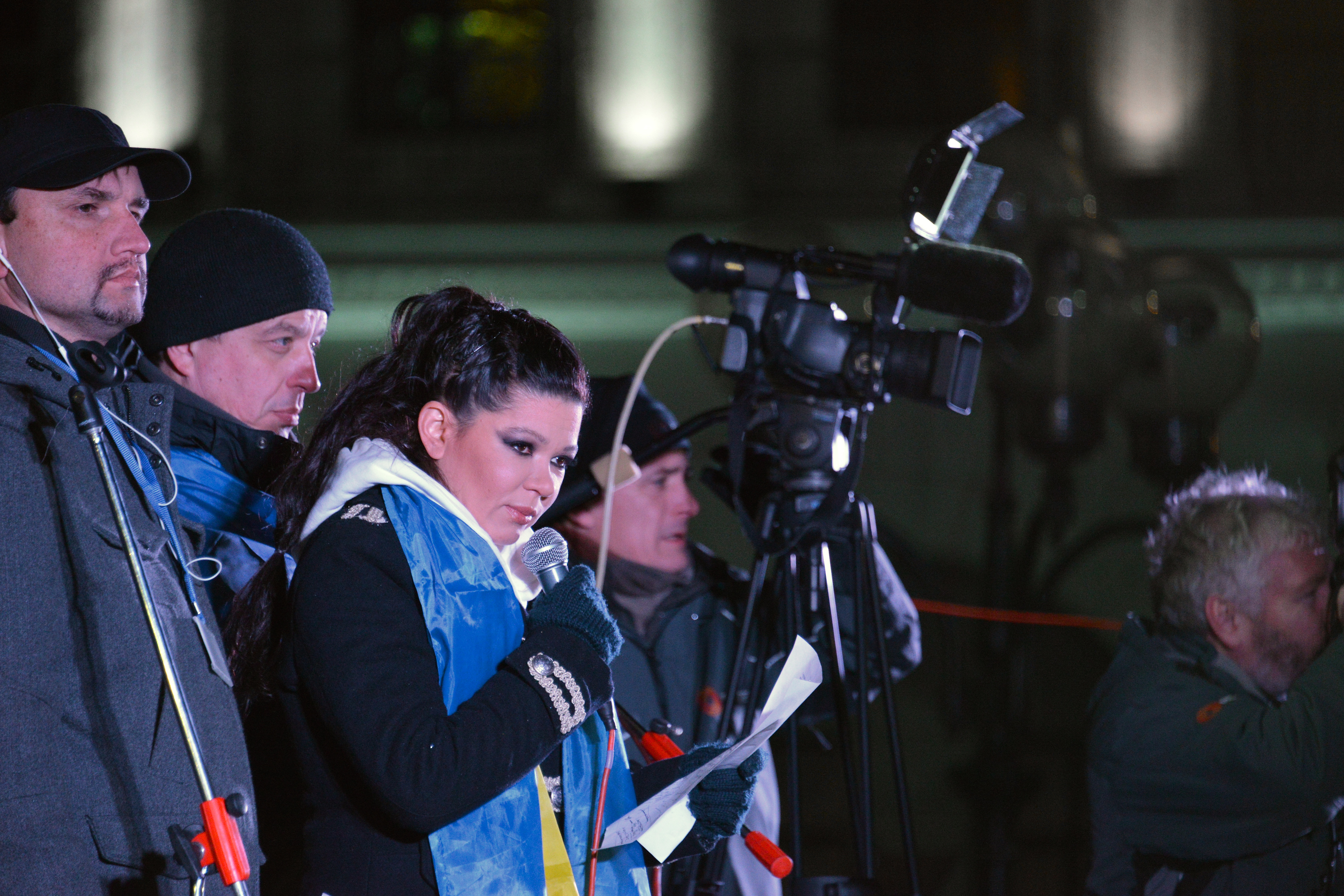
Ruslana lors d'un rassemblement des manifestations de l'Euromaïdan en novembre 2013.

De juin 2006 à juin 2007, elle est députée au Parlement ukrainien dans le groupe Notre Ukraine - Autodéfense populaire (élue en mars 2006).
Son nouvel album, Amazonka est sorti le 7 mars 2008 en Ukraine et la version anglaise Wild Energy est prévue pour le mois de juin. Le thème de cet album est tiré du roman du même nom (Wild Energy. Lana (en)) de Marina et Serhiy Diatchenko sorti en mars 2006. Roman lui-même inspiré par le style de vie de Ruslana (devenue Lana dans le roman).
Ruslana prête sa voix en tant que DJ de la station fictive Vladivostok FM du jeu vidéo Grand Theft Auto IV, et elle contribue aussi à la bande sonore avec le titre Wild Dances.
Depuis la fin de 2013, Ruslana est engagée dans la Révolution ukrainienne pro-européenne sur la place Maidan à Kiev (Euromaïdan). Elle y a fait plusieurs discours pour galvaniser les opposants au gouvernement de Viktor Ianoukovytch, et y reste nuits et jours pour soutenir l'insurrection, y compris lors des journées sanglantes de la mi-février 2014 (plus de 150 morts les 19 et 20 février). Elle est membre de la direction de V.O. Maïdan.
Le 13 mai 2017, lors de la finale du concours Eurovision de la chanson se déroulant à Kiev, elle interprète en direct un nouveau single intitulé It's Magical.
En 2024, Ruslana participe à l'édition flamande de The Masked Singer, où elle interprète le rôle de « Zeeduivel » (La lotte).

## Discographie

### Albums en ukrainien
- 1998 : Myt Vesny – Dzvinkyi Viter (en)
- 1999 : Ostannie rizdvo 90-kh (en)
- 2001 : Naikrashche (en)
- 2002 : Dobryi vechir, tobi... (en)
- 2003 : Diki Tantsi (en)
- 2008 : Amazonka (en)
- 2012 : EY-fori-Ja (en)

### Albums en anglais
- 2004 : Wild Dances : Welcome To My Wild World
- 2005 : Club'in (en)
- 2008 : Wild Energy
- 2013 : My Boo

### Singles sortis en Europe
| Année | Single                          | Classement des ventes | Classement des ventes | Classement des ventes | Classement des ventes | Classement des ventes | Classement des ventes | Classement des ventes | Classement des ventes | Classement des ventes | Classement des ventes | Classement des ventes | Classement des ventes | Classement des ventes | Classement des ventes | Album       |
| Année | Single                          | AUT                   | BEL(F)                | BEL(W)                | FIN                   | ALL                   | GRE                   | POL                   | ROM                   | RUS                   | SUE                   | SUI                   | TUR                   | UKR                   | UK                    | Album       |
| ----- | ------------------------------- | --------------------- | --------------------- | --------------------- | --------------------- | --------------------- | --------------------- | --------------------- | --------------------- | --------------------- | --------------------- | --------------------- | --------------------- | --------------------- | --------------------- | ----------- |
| 2004  | Wild Dances                     | 43                    | 1                     | 1                     | 20                    | 40                    | 1                     | -                     | 44                    | 6                     | 8                     | 24                    | 2                     | 1                     | 47                    | Wild Dances |
| 2004  | Dance with the Wolves (en)      | -                     | 19                    | -                     | -                     | -                     | -                     | -                     | 95                    | 105                   | -                     | -                     | -                     | 3                     | -                     | Wild Dances |
| 2005  | The Same Star (en)              | -                     | 50                    | -                     | -                     | -                     | -                     | -                     | 60                    | 199                   | -                     | -                     | -                     | 1                     | -                     | Wild Dances |
| 2008  | Moon of Dreams (en) avec T-Pain | -                     | -                     | -                     | -                     | -                     | -                     | 41                    | 77                    | -                     | -                     | -                     | -                     | 1                     | -                     | Wild Energy |

### Singles sortis en Ukraine
| Année | Single                        | Classement des ventes | Classement des ventes | Album       |
| Année | Single                        | UKR                   | EU                    | Album       |
| ----- | ----------------------------- | --------------------- | --------------------- | ----------- |
| 2003  | Znayu Ya (en)                 | 1                     |                       | Dyki Tantsi |
| 2003  | Kolomyika                     | 1                     |                       | Dyki Tantsi |
| 2003  | Oi, Zahraimy, Muzychenku (en) | 1                     |                       | Diki Tantsi |
| 2005  | Skazhy Meni (en)              | 1                     |                       | Diki Tantsi |
| 2005  | U Rytmi Sertsia               | 5                     | 45                    | -           |
| 2006  | Dyka Enerhiya (en)            | 1                     |                       | -           |
| 2008  | Vidlunnia Mriy (en)           | 1                     |                       | Amazonka    |
| 2008  | Vohon chy lid (en)            | 6                     |                       | Amazonka    |
| 2010  | Dykyi Anhel                   | 40                    |                       | Amazonka    |
| 2010  | Ya idu za toboyu              | 15                    |                       | Amazonka    |
| 2011  | Wow (en)                      | 7                     | 79                    | EY-fori-Ja  |
| 2011  | ShaLaLa                       | 4                     | 55                    | EY-fori-Ja  |
| 2012  | Davay, hray! / OHO!OHO!       | 12                    |                       | EY-fori-Ja  |
| 2012  | EY-fori-Ja!                   | 9                     | 83                    | EY-fori-Ja  |
| 2012  | Rachmaninoff                  | -                     | -                     | EY-fori-Ja  |